# Liste der denkmalgeschützten Objekte in Karlovy Vary
Grundlage dieser Liste der denkmalgeschützten Objekte in Karlovy Vary ist die ÚSKP-Liste (Ústřední seznam kulturních památek České republiky, deutsch Zentrale Liste der Kulturdenkmäler der Tschechischen Republik), die von der tschechischen Denkmalschutzbehörde NPÚ (Národní památkový ústav, deutsch Nationale Denkmalbehörde) seit 1987 geführt wird und an die seit dem Jahr 1850 geschaffenen Listen anschließt.

## Denkmalgeschützte Objekte in Karlovy Vary (Karlsbad) nach Stadtgebieten
Die Stadt Karlovy Vary ist eine Statutarstadt und Verwaltungssitz der Karlsbader Region.
Sie besitzt viele Architektur-Denkmale von hohem Rang.
Die Innenstadt wurde 1992 zur städtischen Denkmalzone erklärt.

### Karlovy Vary-Střed (Zentrum)
| Lage                                                                   | Objekt                                 | Beschreibung | ÚSKP-Nr.                  | Bild           |
| ---------------------------------------------------------------------- | -------------------------------------- | --- | ------------------------- | -------------- |
| Karlovy Vary, Horova 1223/1 (Standort)                                 | Markthalle                             | Markthalle. Funktionsgebäude, errichtet 1912/13 nach einem Projekt des Stadtbaudirektors Franz Drobny (1863–1924), Bauausführung durch die Firma Rella & Neffe als Stahlbetonskelettbau. Die Haupthalle ist dreischiffig, 60 m lang und 32,5 m breit. Das Mittelschiff der Halle hat eine Spannweite von 18,4 m. Die Höhe des Gebäudes ohne den zentralen Turm beträgt 15,4 m, die Höhe des Turms 22 m über dem Hallenboden. Decken und Tragrahmen sind aus Stahlbeton. Das Gebäude ist voll unterkellert. Umbau im Jahr 1931 und in den 1970er Jahren. Die Markthalle ist noch in Betrieb. | 52594/4-4126 Info Katalog | weitere Bilder |
| Karlovy Vary, T. G. Masaryka 1088/24, Jugoslávská, Zeyerova (Standort) | Hotel Národní dům (Volkshaus)          | Hotel Národní dům (Volkshaus). Eklektizistisches Gebäude mit reichhaltiger künstlerischer Innenausstattung. Das Erkerfenster, das im 1. Stock eine Arkade bildet, führt über drei Stockwerke. Im Innenraum eine Halle mit Balkon und Galerie sowie reichhaltigem künstlerischem Dekor aus Holz und Stuck, originale Bühnenausstattung mit eisernem Vorhang, schmiedeeiserne Geländer auf Balkonen und Treppen. | 29108/4-4144 Info Katalog | weitere Bilder |
| Karlovy Vary, Moskevská 1163/17 (Standort)                             | Bezirksgericht Karlsbad (Okresní soud) | Bezirksgericht (Amtsgericht) – ein Komplex mit einem Gefängnishof, einer Brücke, einer Treppe, Stütz- und Umfassungsmauern, errichtet um die Wende des 19. zum 20. Jahrhundert. | 25859/4-4557 Info Katalog | weitere Bilder |
| Karlovy Vary, Moskevská 1117/25 (Standort)                             | Grundschule                            | Grundschule – Schulgelände und Einfriedung, errichtet in den Jahren 1902–1904 nach einem Projekt von Franz Drobny. | 10848/4-5038 Info Katalog | weitere Bilder |
| Karlovy Vary, Jaltská 1107/14, Dr. Engla (Standort)                    | Hotel Beseda                           | Hotel Beseda. Dreistöckiges Gebäude, erbaut als Kulturzentrum der tschechischen Nation auf Initiative von Emanuel Engel (1844–1907), diente bereits während der Ersten Republik als Hotel, jetzt Hotel Beseda. | 20493/4-4127 Info Katalog | weitere Bilder |
| Karlovy Vary, náměstí Republiky 1229/1, Bělehradská (Standort)         | Ehem. Commerzbank                      | Bankgebäude – dreistöckiges Gebäude mit einer Dachgaube und vierachsiger Fassade. Über dem Portal an den Seiten sitzen überlebensgroße Statuen (vermutlich Allegorien). | 12085/4-4885 Info Katalog | weitere Bilder |
| Karlovy Vary, Chebský most (Standort)                                  | Egerbrücke                             | Die fünfbogige steinerne ehem. Kaiser-Franz-Josef-Straßenbrücke über den Fluss Eger (Egerbrücke) wurde im Jahr 1869 nordwestlich des Zentrums von Karlsbad erbaut. Die Brücke verband damals den Kaiser-Franz-Josef-Platz auf der rechten Seite des Flusses mit dem Dorf Fischern (Rybáře) auf der gegenüberliegenden Seite. In den Jahren 1891–1892 wurden die Bürgersteige der Brücke durch Steinkonsolen verbreitert und mit neuen Eisengeländern versehen. In den Jahren 1903–1904 wurde die Straße um 0,75 m angehoben und neue Stahl-Gehsteige angebracht. Die Gesamtbreite erhöhte sich auf fast 11 m. In den Jahren 1906–1914 wurde ein Projekt zum Bau einer Straßenbahn über die Brücke entwickelt, aber nicht umgesetzt. Im Jahr 1985 wurde sie als Stahlbetonbau rekonstruiert. Heute beträgt die Gesamtlänge der Brücke 111,2 m und die Breite (einschl. Bürgersteigen) 8,8 m. Die Spannweite der Bögen beträgt rund 17,5 m. Drei Pfeiler befinden sich im Wasser und einer südlich am Ufer, über den mittleren Säulen befinden sich kreisförmige Reliefs. | 106354 Info Katalog       | weitere Bilder |

### Karlovy Vary-Vítězná (Wiesenthal)
| Lage                                                                                        | Objekt                   | Beschreibung | ÚSKP-Nr.                  | Bild           |
| ------------------------------------------------------------------------------------------- | ------------------------ | --- | ------------------------- | -------------- |
| Karlovy Vary, nábřeží Jana Palacha 1211/34, K. Čapka (Standort)                             | Haus Mona Lisa           | Mietshaus Mona Lisa. Die Wohnhäuser Mona Lisa und Am Lido wurden zwischen 1911 und 1912 vom Baumeister Josef Waldert erbaut. Die Fassaden beider Häuser sind spiegelorientiert im Geiste des späten Jugendstils mit geometrischem Dekor und einer aufgerauten Struktur gestaltet. Vierstöckiges Eckhaus mit Dachgeschoss und Keller.                                                                                             | 50859/4-5235 Info Katalog | Haus Mona Lisa |
| Karlovy Vary, nábřeží Jana Palacha 1217/32, Koptova (Standort)                              | Haus Am Lido             | Mietshaus Am Lido. Die Wohnhäuser Mona Lisa und Am Lido wurden zwischen 1911 und 1912 vom Baumeister Josef Waldert erbaut. Die Fassaden beider Häuser sind spiegelorientiert im Geiste des späten Jugendstils mit geometrischem Dekor und einer aufgerauten Struktur gestaltet. | 50860/4-5234 Info Katalog | Haus Am Lido   |
| Karlovy Vary, I. P. Pavlova, nördlich vom Gebäude am nábřeží Jana Palacha 932/20 (Standort) | Ecce-Homo-Kapelle (1897) | Ecce-Homo-Kapelle – eine kleine Kapelle mit rechteckigem Grundriss, 3,39 m breit und 2,42 m lang. Das Gebäude besitzt ein Satteldach. Die Hauptfassade ist die südwestliche Fassade. Die urspr. Ausstattung der Kapelle ist nicht erhalten. An der nordwestlichen Wand befindet sich im Innenraum ein Stuckspiegel, in dessen Bereich sich die Inschrift „Ecce homo“ befindet. Das Innere der Kapelle ist derzeit weiß getüncht. | 19544/4-887 Info Katalog  | weitere Bilder |

### Karlovy Vary-U nemocnice (Am Krankenhaus)
| Lage                                       | Objekt            | Beschreibung | ÚSKP-Nr.            | Bild           |
| ------------------------------------------ | ----------------- | --- | ------------------- | -------------- |
| Karlovy Vary, Havlíčkova 1370/2 (Standort) | Villa Sankt Georg | Villa Sankt Georg mit Garten – eigene Villa des Baumeisters Julius Srb aus dem Jahr 1932, als Beispiel für moderne Architektur der Zwischenkriegszeit mit Art-Deco-Elementen, polygonalen Eckfenstern und Reliefs spielender Kinder des Bildhauers Wilhelm Srb-Schloßbauer (1890–1972) | 104419 Info Katalog | weitere Bilder |

### Karlovy Vary-Na výsluní
| Lage                                               | Objekt            | Beschreibung | ÚSKP-Nr.                  | Bild           |
| -------------------------------------------------- | ----------------- | --- | ------------------------- | -------------- |
| Karlovy Vary, T. G. Masaryka 559/1 (Standort)      | Hauptpostamt      | Hauptpostamt – Eckgebäude mit zwei Innenhöfen, ein prächtiges Gebäude mit konkavem Eckrisalit im Stil der deutschen Renaissance, errichtet in den Jahren 1900–1903, Architekt: Friedrich Setz (1837–1907), Bauausführung: Firma A. Wertmüller; mit vier allegorischen Statuen an der Vorderfront: Telegraph, Eisenbahnverkehr, Schifffahrt und Briefpost.                                                                                                 | 33261/4-4143 Info Katalog | weitere Bilder |
| Karlovy Vary, Krále Jiřího 1106/10 (Standort)      | Mietvilla Liberty | Mietvilla Liberty im Stadtteil Westend – typische repräsentative Villa mit Garten und Einfriedung. Ehem. Villa Watzke, erbaut 1902/03, Architekt: Otto Stainl. | 10840/4-5031 Info Katalog | weitere Bilder |
| Karlovy Vary, třída Krále Jiřího 1196/9 (Standort) | Villa Becher      | Villa Becher mit Garten, Garage und Einfriedung im Stadtteil Westend. Die prächtige Familienvilla von Gustav Becher wurde 1914 im Jugendstil nach dem Entwurf des Karlsbader Architekten Karl Heller erbaut. Das zweistöckige Gebäude mit Dachgeschoss ist auf einem regelmäßigen quadratischen Grundriss errichtet, von dem sich nur die runden Formen der Eingangstreppe und des Wintergartens abheben; seit 2011 Galerie, Kultur- und Bildungszentrum. | 20197/4-4991 Info Katalog | weitere Bilder |

### Karlovy Vary-Lázeňské území-západ (Bäderviertel und Westend)
| Lage | Objekt                                                     | Beschreibung | ÚSKP-Nr.                  | Bild                                            |
| --- | ---------------------------------------------------------- | --- | ------------------------- | ----------------------------------------------- |
| Karlovy Vary, Smetanovy sady 1145/1 (Standort)                                                              | Kurhaus V – Elisabethbad am Smetana-Park                   | Kurhaus V – Elisabethbad und Smetana-Garten. Das Gebäude wurde in den Jahren 1904–1906 als Elisabethbad am Rande der Obstgärten der Stadt (heute Smetana-Garten) als monumentale, streng symmetrische Architektur mit vier Flügeln erbaut. Der rückwärtige Flügel, der den Innenhof umschließt, wurde Anfang der 1920er Jahre ergänzt. Architekt war der Stadtbaudirektor Franz Drobny. | 10842/4-5035 Info Katalog | weitere Bilder                                  |
| Karlovy Vary, nábřeží Osvobození, u Školní lávky (Standort)                                                 | Statue des hl. Johann von Nepomuk (1728)                   | Statue des hl. Johann von Nepomuk – eine lebensgroße barocke Sandsteinstatue des Heiligen aus dem Jahr 1728, die auf einem jüngeren einfachen prismatischen Sockel ohne Inschrift oder Relief steht. Der Künstler ist nicht bekannt. | 45366/4-874 Info Katalog  | weitere Bilder                                  |
| Karlovy Vary, Dvořákovy sady (Standort)                                                                     | Parkkolonnade (Sadová kolonáda)                            | Parkkolonnade am Dvořák-Park, erbaut 1880/81 vom Karlsbader Baumeister Josef Waldert aus vorgefertigten Gussteilen der Eisenhütte in Blansko (Blanz), Projekt: Fellner & Helmer, 2000–2002 rekonstruiert. Unter Denkmalschutz steht die - Kolonnade mit der Schlangenquelle und - Skulptur eines Mädchens aus weißem Marmor und einer dekorativen Vase aus | 27946/4-4052 Info Katalog | weitere Bilder                                  |
| Karlovy Vary, Mlýnské nábřeží 574/7 (Standort)                                                              | Militärbadehaus (Vojenský lázeňský ústav)                  | Ehem. Militärbadehaus – ein dreistöckiges, vierflügeliges, freistehendes Gebäude, erbaut 1853–1855, Architekt: Wenzel Hagenauer, Umbau 1905 und 1920, jetzt Kurhaus. Komplex bestehend aus - dreistöckiges freistehendes Gebäude mit Giebeldach - Granitbrunnen mit quadratischem Grundriss - Gallus-Hochberger-Büste für den Förderer und Gründer der Kuranstalt Gallus Ritter von Hochberger (1803–1901) | 38313/4-884 Info Katalog  | weitere Bilder                                  |
| Karlovy Vary, Mlýnské nábřeží 507/5 (Standort)                                                              | Kurhaus III (Lázně III)                                    | Kurhaus III – Kurgebäude im Stil der englischen Tudorgotik und des Frühhistorismus, erbaut 1867, Architekten: Ludwig Renner, Gustav Hain, Eduard Labitzky (1828–1905), mit Fest- und Konzertsaal. Es ist ein zweistöckiges Gebäude auf einem rechteckigen, symmetrischen Grundriss mit zwei Innenhöfen. | 29608/4-883 Info Katalog  | weitere Bilder                                  |
| Karlovy Vary, Mlýnské nábřeží, hinter dem Pavillon der Svoboda-Quelle (Standort)                            | Fremdenspital St. Bernhard                                 | Ehem. Fremdenspital St. Bernhard, erbaut von 1806–1809 von Wenzel Stöhr nach einem Projekt des Hamburger Baumeisters Arens und 1892 durch ein neues Krankenhaus ersetzt. Es diente danach als Verwaltungsgebäude und wurde 1963 abgerissen. Auf dem historischen Bild ist es das Haus ganz links hinter der Svoboda-Quelle. Denkmalschutz aufgehoben. | 28013/4-899 Info Katalog  | Fremdenspital St. Bernhard                      |
| Karlovy Vary, Mlýnské nábřeží, nördlich der Mühlbrunnenkolonnade, an der Treppe zum Skalník-Park (Standort) | Statue des hl. Bernhard von Clairvaux                      | Statue des hl. Bernhard von Clairvaux – barocke Sandsteinstatue des hl. Bernhard von Clairvaux (1706), seit 1891 im Skalnik-Park auf einem Felsen. | 28332/4-875 Info Katalog  | weitere Bilder                                  |
| Karlovy Vary, Mlýnské nábřeží (Standort)                                                                    | Mühlbrunnenkolonnade (Mlýnská kolonáda)                    | Mühlbrunnenkolonnade am Skalnik-Park, erbaut 1871 bis 1881 vom Architekten Josef Zítek (1832–1909). Die dreiflügelige Bau mit Säulen nach korinthischer Ordnung umfasst fünf Quellen: Mühlbrunnen, Rusalka-Quelle, Fürst-Wenzel-Quelle, Libussa-Quelle und Felsenquelle. Die allegorischen Skulpturen der Monate eines Jahres wurden von den Bildhauern Alfred Schreiber und Karl Wilfert geschaffen. | 45737/4-876 Info Katalog  | weitere Bilder                                  |
| Karlovy Vary, Lázeňská 19/1 (Standort)                                                                      | Stadthaus Menuett (Lázeňská 19)                            | Stadthaus „Menuett“. In den Jahren 1892–1893 wurde das Gebäude an der Stelle einer alten Mühle als neues Rathaus errichtet. Der Entwurf im Geist der nordischen Neorenaissance stammt von Alfred Bayer (1859–1916). Das Haus hat drei Stockwerke, die Fassade ist neunachsig, mit Doppel- oder Dreifachfenstern und ist ein anspruchsvolles repräsentatives Gebäude in einer urbanistisch exponierten Position der Kurstadt. | 28801/4-4556 Info Katalog | weitere Bilder                                  |
| Karlovy Vary, Lázeňská 21/3 (Standort)                                                                      | Museum (Dům U Zlatého klíče)                               | Museum – Haus „Zum Goldenen Schlüssel“. Das Haus wurde 1835–1836 an der Stelle einer alten Mühle erbaut. Die Fassade wurde 1889–1893 nach dem Entwurf des Baumeisters Konrad Eckl im Neorenaissance-Stil umgestaltet. Dreistöckiges Mietshaus mit neun Achsen, in dem der Arzt Karl David Becher (1725–1792) seine Praxis hatte. Jetzt Museum und Einkaufszentrum im Erdgeschoss, über dem Portal ein Sims mit der Aufschrift „U Zlatého Klíče“. | 17258/4-885 Info Katalog  | weitere Bilder                                  |
| Karlovy Vary, Lázeňská 480/5 (Standort)                                                                     | Haus Paderewski (Lázeňský dům Paderewski)                  | Haus Paderewski – eines der wenigen Häuser der Stadt, das sein ursprüngliches Aussehen beibehalten hat und an die Bauten aus der Mitte des 19. Jahrhunderts erinnert. Ein dreistöckiges Haus mit Mansarddach und sieben Fenstern auf jeder Etage. Das Haus mit dem ursprünglichen Namen „Kaiser von Österreich“ wurde zwischen 1867 und 1868 nach den Plänen von Johann Voigt erbaut. Es ist ein Beispiel für die Architektur des Spätklassizismus bzw. Biedermeier, ergänzt durch Elemente des romantischen Historismus, die Gauben stammen aus dem frühen 20. Jahrhundert. | 36391/4-4042 Info Katalog | weitere Bilder                                  |
| Karlovy Vary, Tržiště 27/5 (Standort)                                                                       | Bürgerhaus Schwarzer Adler (Černý orel)                    | Bürgerhaus „Schwarzer Adler“ – ein barockes zweistöckiges Bürgerhaus mit trapezförmigem Grundriss, erbaut 1704 und in seiner ursprünglichen Form erhalten. Nach dem Brand der Stadt im Jahre 1759 wurde es vom Karlsbader Wundarzt Ignaz Götz umgebaut. | 10839/4-5032 Info Katalog | weitere Bilder                                  |
| Karlovy Vary, Tržiště 29/9 (Standort)                                                                       | Hotel Felix Zawojski (Lázeňský dům Zawojski)               | Hotel Felix Zawojski – dreistöckiges Wohnhaus am Ufer des Teplá, errichtet 1899–1901 vom Schneider Felix Zawojski; Architekt: Karl Haybäck (1861–1926) aus Wien, Bauausführung: Karl Heller. Ehemaliger Sitz der Tschechischen Handelsbank. Eines der reinsten Beispiele für den floralen Jugendstil in Karlsbad. | 17153/4-4123 Info Katalog | weitere Bilder                                  |
| Karlovy Vary, Tržiště 35/19 (Standort)                                                                      | Badehaus Wolker (Lázeňský dům Wolker)                      | Badehaus Wolker. Haus aus Stahlbeton mit kunstvoll ausgestattetem Interieur im Vestibül. Das Haus hat fünf Stockwerke und eine fünfachsige Fassade, erbaut 1930 im Geiste des Art Deco, Architekt: Karl Ernstberger (1887–1972). | 46834/4-4534 Info Katalog | Badehaus Wolker (Lázeňský dům Wolker)           |
| Karlovy Vary, Tržiště 36/21 (Standort)                                                                      | Ehem. Haus Weißer Löwe (Lázeňský dům Bílý lev)             | Ehem. Haus „Zum Weißen Löwen“. Das Haus wurde 1988 abgerissen. Heute steht an seiner Stelle ein polygonaler Pavillon namens U Bílého lva (ohne Denkmalschutz). | 53057/4-882 Info Katalog  | Ehem. Haus Weißer Löwe (Lázeňský dům Bílý lev)  |
| Karlovy Vary, Tržiště 37/23 (Standort)                                                                      | Hotel Atlantic Palace (Lázeňský dům Atlantic)              | Hotel Atlantic Palace – als Eckhaus errichtet 1912–1914, ein moderner Bau in monolithischer Stahlbeton-Bauweise im Art deco-Stil; Architekt: Alfred Bayer | 32832/4-4147 Info Katalog | weitere Bilder                                  |
| Karlovy Vary, Tržiště (Standort)                                                                            | Dreifaltigkeitssäule                                       | Dreifaltigkeitssäule (Pestsäule) – Skulpturengruppe der Heiligen Dreifaltigkeit mit glattem Sockel auf mehreren Stufen. Mit abgeschrägten Ecken über dem Grundriss eines Dreiecks errichtet, auf profiliertem Gesims an den Ecken die Statuen des hl. Adalbert, hl. Augustus und hl. Florian. Auf dem oberen Sims sitzen Engelsfiguren mit den Symbolen Glaube, Liebe und Hoffnung. In der Mitte befindet sich eine Wolke mit der sitzenden Christusfigur mit einem Kreuz und Gott Vater mit einem Zepter. Zwischen ihnen etwas tiefer im Halbmond die stehende Figur der Jungfrau Maria mit gefalteten Händen, über deren Kopf die Hauptgruppe eine Metallkrone hält. Das Ganze wird von einem metallischen Heiligenschein in Form eines Dreiecks mit einer fliegenden Taube in der Mitte abgeschlossen. Am Fuße der Westseite des Sockels die eingravierte Inschrift: ERECT. J. WENDA 1716. | 19913/4-873 Info Katalog  | weitere Bilder                                  |
| Karlovy Vary, Tržiště (Standort)                                                                            | Marktkolonnade                                             | Marktkolonnade, erbaut 1883 im Schweizer Stil vom Wiener Architektenbüro Fellner & Helmer, ein typischer eklektizistischer Bau vom Ende des 19. Jahrhunderts, mit den Quellen: Karl IV., Untere Schlossquelle und Marktquelle. Der Komplex besteht aus einem langgestreckten Gebäude entlang der Seite der Marktgasse (Tržiště) unterhalb des Schlossbergs. | 16086/4-4327 Info Katalog | weitere Bilder                                  |
| Karlovy Vary, Tržiště 2119/10 (Standort)                                                                    | Schlosskolonnade (Zámecká kolonáda)                        | Schlosskolonnade – anstelle der alten klassizistischen Kolonnade der Schlossquelle wurde in den Jahren 1910–1912 nach dem Projekt des Architekten Friedrich Ohmann eine neue Schlossbrunn-Kolonnade mit Grotte im Felsen errichtet. In den Jahren 2000–2001 wurde die Schlosskolonnade umgebaut. | 27775/4-899 Info Katalog  | weitere Bilder                                  |
| Karlovy Vary, Zámecký vrch 431/2 (Standort)                                                                 | Schlossturm                                                | Schlossturm – Rest der gotischen Burg Karls IV. (1564), die zu einem Stadtturm umgebaut wurde, ein dreistöckiger prismatischer Turm auf einem steilen Felsen oberhalb vom Marktplatz. Die letzte wesentliche Änderung wurde 1911 im Rahmen des Baus der Schlossquell-Kolonnade nach dem Projekt von F. Ohmann vorgenommen. Der Turm ist von einem Zeltdach bedeckt, auf dem eine Laterne mit einer Zwiebelkuppel angeordnet ist. | 15836/4-868 Info Katalog  | weitere Bilder                                  |
| Karlovy Vary, Stará louka 375/2 (Standort)                                                                  | Haus Kladno (Lázeňský dům Kladno)                          | Haus Kladno, der ursprüngliche Name war Börse, danach Kučera, erbaut 1894–1895 nach einem Projekt von Karl Heller im Geiste der italienischen Neorenaissance, Umbau zwischen 1910 und 1922 nach einem Entwurf von Max Keller. Ursprünglich ein Wohnhaus, heute als Hotel genutzt. Vierstöckiges Haus mit fünfachsiger Fassade in geschlossener Bebauung, Dach mit einer großen Dachgaube. | 19987/4-4555 Info Katalog | Haus Kladno (Lázeňský dům Kladno)               |
| Karlovy Vary, Tržiště 377/25 (Standort)                                                                     | Hotel Zu den Drei Mohren (Dům U tří mouřenínů)             | Stadthaus „Zu den drei Mohren“ – vierstöckiges Gebäude mit fünf Fensterachsen und Mansarde, im Erdgeschoss befinden sich Geschäftsräume. Neben dem Eingangsportal mit Relieffiguren zweier Mohren befindet sich eine Gedenktafel für Goethes Aufenthalt in Karlsbad. Das heutige Haus wurde an der Stelle des alten Rokoko-Hauses gebaut, in dem J.W. Goethe wohnte. Das Projekt des neuen Hauses wurde von K. Heller in Zusammenarbeit mit F. Ohmann im Geiste des Wiener Jugendstils entworfen und in den Jahren 1909–1910 erbaut. | 22592/4-4146 Info Katalog | weitere Bilder                                  |
| Karlovy Vary, Tržiště 378/27 (Standort)                                                                     | Haus Continental (Lázeňský dům Continental)                | Haus Continental – ein dreistöckiges Haus mit einer sechsachsigen Fassade, erbaut 1888–1889. Das Projekt wurde vom Baumeister Hans Schidlo im Geiste der deutschen Renaissance geschaffen. In der reichen Stuckdekoration der Fassade befinden sich Büsten römischer Kaiserinnen. 1891 wurde die innere Galerie mit einer gusseisernen Konstruktion umgebaut. | 19645/4-4554 Info Katalog | Haus Continental (Lázeňský dům Continental)     |
| Karlovy Vary, Tržiště 381/31 (Standort)                                                                     | Hotel Promenáda (Lázeňský dům Pomerančovník)               | Hotel Promenáda – urspr. Haus „Zum Pomeranzenbaum“, errichtet nach dem Stadtbrand von 1756, Umbau 1908 durch Ludwig Stainl im neobarocken Stil, zweistöckiges Haus mit sechsachsigerFassade. | 13264/4-4549 Info Katalog | Hotel Promenáda (Lázeňský dům Pomerančovník)    |
| Karlovy Vary, Tržiště 382/33 (Standort)                                                                     | Bürgerhaus (Dům Sedm planet)                               | Bürgerhaus (Haus der sieben Planeten) – ein dreiachsiges Haus mit zwei Stockwerken (Fachwerkkonstruktion) auf einem schmalen, tiefenorientierten Grundstück direkt gegenüber dem alten Rathaus am Markt. Im Erdgeschoss befindet sich ein Gewölbe. Die erste Erwähnung des Hauses der „Sieben Planeten“ mit den Symbolen der damals bekannten Planeten an der Fassade stammt aus dem Jahr 1756. Die erhaltene Fachwerkkonstruktion weist auf die Hoch- oder Spätbarockzeit hin. | 19695/4-4562 Info Katalog | Bürgerhaus (Dům Sedm planet)                    |
| Karlovy Vary, Tržiště 384/37 (Standort)                                                                     | Hotel Romance-Puschkin (Dům Puškin)                        | Hotel Romance-Puschkin, urspr. Württemberger Hof, errichtet 1898; Architekt: Karl Haybäck. Das Gebäude ist vierachsig mit drei Stockwerken und einer Dachgaube. | 37404/4-4538 Info Katalog | weitere Bilder                                  |
| Karlovy Vary, Tržiště 386/39 (Standort)                                                                     | Egerländer Hof (Dům Chebský dvůr)                          | Egerländer Hof (Mietshaus Perun) – eines der ältesten Häuser in diesem Teil der Stadt. Die älteste Erwähnung stammt aus dem Jahr 1835, aber das Haus ist sicher viel älter. Es besitzt eine gusseiserne Veranda. Im Erdgeschoss befindet sich ein barockes Tonnengewölbe. In den Jahren 1864–1865 wurde dieses Haus vom deutschen Reichskanzler Otto von Bismarck bewohnt, da es zu dieser Zeit eines der besten und angesehensten Häuser von Karlsbad war. | 10841/4-5033 Info Katalog | weitere Bilder                                  |
| Karlovy Vary, Tržiště 387/41 (Standort)                                                                     | Haus Heluan (Lázeňský dům Heluán)                          | Haus Heluan, erbaut 1893–1895 als Haus „Russische Krone“ nach dem Projekt des Wiener Ateliers Prihoda & Nemecek im Stil der italienischen Neorenaissance erbaut. Das dreistöckige Gebäude mit Dachgauben hat vier Fensterachsen. Karl Ernstberger renovierte 1926 das Porzellangeschäft unter der Terrasse. | 12940/4-4537 Info Katalog | Haus Heluan (Lázeňský dům Heluán)               |
| Karlovy Vary, Tržiště 388/43 (Standort)                                                                     | Hotel Ester (Lázeňský dům Split)                           | Hotel Ester, früher Sanatorium Split, urspr. Villa Stadt Bremen, errichtet 1896/97 im Stil der nordischen Renaissance mit barocken Elementen; Architekt: Alfred Bayer. Das vierstöckige Gebäude mit Dachgauben hat vier Fensterachsen. | 15105/4-4539 Info Katalog | Hotel Ester (Lázeňský dům Split)                |
| Karlovy Vary, Pod Jelením skokem 399/18 (Standort)                                                          | Pod Jelením skokem 18 (Dům Walter Scott)                   | Stadthaus. Zweistöckiges Gebäude mit einer spätklassizistischen nüchternen vierachsiger Fassade aus dem frühen 19. Jahrhundert. Der Schriftsteller Walter Scott (1771–1832) und der bekannte Badearzt Jean de Carro (1770–1857) lebten und arbeiteten in diesem Haus. Der Architekt und Baumeister Alfred Bayer wurde 1859 im Walter-Scott-Haus geboren. | 30683/4-4531 Info Katalog | weitere Bilder                                  |
| Karlovy Vary, Pod Jelením skokem 362/5, Luční vrch (Standort)                                               | Haus Metropol (Dům Metropol)                               | Haus Metropol – Mietshaus, erbaut 1885–1886 im Stil der deutschen Renaissance vom Baumeister Konrad Eckl nach einem Entwurf des Franzensbader Architekten Gustav Wiedermann, der u. a. die orthodoxe Kirche St. Peter und Paul in der König-Georg-Allee in Karlsbad und die orthodoxe Kirche St. Olga in Františkovy Lázně (Franzensbad) gebaut hat. Das Gebäude ist auf einem fast rechteckigen Grundriss mit einer abgeschrägten Ecke und einem Risalit erbaut worden. Die nach Nordwesten ausgerichtete Hauptfassade ist siebenachsig, der Haupteingang des Gebäudes befindet sich in seiner Mittelachse im Erdgeschoss. Eines der prächtigsten Häuser in Karlsbad mit malerischen Terrassengärten. | 105065 Info Katalog       | weitere Bilder                                  |
| Karlovy Vary, Zámecký vrch 618/41 (Standort)                                                                | Haus Olympic (Lázeňský dům Olympic)                        | Haus Olympic, früher Haus Marx – terrassenförmiges dreistöckiges Haus mit einer reich zusammengesetzten Fassade im Geiste des späten Jugendstils mit barocken Details, die von Balkonen belebt wird. Das Haus, bis 1918 Haus Germania genannt, wurde zwischen 1907 und 1910 nach einem Projekt von Otto Stainl und Alfred Bayer gebaut. Im Segmentgiebel ist die Freiheitsstatue angebracht. | 20062/4-4561 Info Katalog | Haus Olympic (Lázeňský dům Olympic)             |
| Karlovy Vary, Zámecký vrch 971/45 (Standort)                                                                | Haus Osborne                                               | Haus Osborne – Stadthaus, ein massives dreistöckiges Eckhaus aus den 1880er Jahren im Stil des strengen Historismus mit Neorenaissance-Formen. Die Ecke wird von einem dreistufigen Giebel bekrönt. | 46147/4-4551 Info Katalog | weitere Bilder                                  |
| Karlovy Vary, Zámecký Vrch Nr. 4 (Standort)                                                                 | Lukaskirche                                                | Lukaskirche, urspr. die anglikanische Kirche St. Lukas wurde in den Jahren 1876–1877 im neugotischen Stil vom Karlsbader Baumeister Josef Slowak nach den Plänen des Leipziger Baurats Oscar Mothes (1828–1903) erbaut. Es basiert auf der nordischen Variante der neugotischen Architektur unter Verwendung von grauem Mauerwerk und einem markanten, teilweise hölzernen Glockenturm. Der Grundriss der Kirche ist ein Kreuz. Das von West nach Ost ausgerichtete Hauptschiff ist 30 m lang. Über der Vierung von Haupt- und Querschiff befinden sich Backstein- und Holzkuppeln. | 32855/4-4128 Info Katalog | weitere Bilder                                  |
| Karlovy Vary, Zámecký vrch 918/34 (Standort)                                                                | Hotel Palace Bristol                                       | Hotel Palace Bristol – ein dreistöckiges Neorenaissance-Haus Auf dem Schlossberg, erbaut 1890/91 auf fast quadratischem Grundriss nach einem Entwurf von Hans Schidlo im Stil der nordischen Renaissance. Vor dem Eingang ist eine gusseiserne Veranda angeordnet. | 45979/4-4164 Info Katalog | weitere Bilder                                  |
| Karlovy Vary, ul. Petra Velikého, am Abzweig des Eulenwegs von der Peter-der-Große-Straße (Standort)        | Schwarzkapelle (Annenkapelle)                              | Schwarzkapelle – freistehendes kleines gemauertes Gebäude auf quadratischen Grundriss mit einem Giebel über der Fassade und einem mit Biberziegeln bedeckten Satteldach. Sie erscheint auf Goethes Zeichnungen von Karlsbad. Eine kleine Barockkapelle, wahrscheinlich Mitte des 18. Jahrhunderts auf Kosten von Kaspar Schwarz erbaut. Die Eingangsfassade wird von Pilastern mit korinthischen Kapitellen eingerahmt und durch einen Segmentgiebel bekrönt. Der Innenraum ist mit einem Segmentgewölbe versehen. | 18326/4-886 Info Katalog  | weitere Bilder                                  |
| Karlovy Vary, Petra Velikého 853/8 (Standort)                                                               | Villa Artemis                                              | Villa Artemis (urspr. Villa Stainl), erbaut 1875, zweistöckige Villa des Karlsbader Architekten und Baumeisters Anton Stainl. Im Geiste der Neorenaissance wurde sie als „klassische“ antike Villa auf einem regelmäßigen Grundriss mit niedrigem Walmdach konzipiert. Das reinste Beispiel für Neopalladianismus in Karlsbad. | 49748/4-5153 Info Katalog | weitere Bilder                                  |
| Karlovy Vary, Petra Velikého 583/16 (Standort)                                                              | Sanatorium – Haus Thomayer (Grand Hotel Savoy Westend)     | Villengebäude. Sanatorium – Haus Thomayer, urspr. das Savoy-Westend Hotel. Typische Villenarchitektur des romantischen Historismus. Das Gebäude ist auf einem unregelmäßigen, aber ungefähr rechteckigen Grundriss erbaut. Es hat drei Stockwerke mit einem erhöhten Erdgeschoss und Dachgeschoss. Die Masse des Gebäudes wird durch zahlreiche Vorsprünge, Erkerfenster, Balkone, Türme und Zinnen usw. aufgelockert. Erbaut in den Jahren 1896/97 im Stil französischer Schlossarchitektur, Architekt: Alfred Bayer (1859–1916). | 10777/4-5018 Info Katalog | weitere Bilder                                  |
| Karlovy Vary, Sadová 1075/53 (Standort)                                                                     | Vila Ahlan                                                 | Villa Ahlan, urspr. Villa Splendid (später Villa Maier), errichtet 1896–1898; Architekt: Robert Prihoda (1857–1903) errichtet auf unregelmäßigen Grundriss, zweistöckig mit Keller, erhöhtem Erdgeschoss und Dachgeschoss. Das massige Gebäude wird durch einen massiven Turm, Erkerfenster, Risalit und Balkone ergänzt. Im Innern der Villa ist das kunsthandwerkliche Interieur im Original erhalten. | 49738/4-5152 Info Katalog | weitere Bilder                                  |
| Karlovy Vary, Krále Jiřího 1039/2, Sadová (Standort)                                                        | Orthodoxe Kirche St. Peter und Paul                        | Orthodoxe Kirche St. Peter und Paul mit repräsentativer Treppe und Garten, errichtet in den Jahren 1893–1897 nach einem Entwurf des Architekten Gustav Wiedermann aus Františkovy Lázně (Franzensbad). Vorbilder waren die Dreifaltigkeitskirche am Schloss Ostankino und die Russisch-orthodoxe Kirche in Dresden | 15944/4-872 Info Katalog  | weitere Bilder                                  |
| Karlovy Vary, Křižíkova 420/2 (Standort)                                                                    | Restaurant Klein Versailles (Lázeňský dům Malé Versailles) | Restaurant Klein Versailles (Restaurant-Pavillon). Das Gebäude wurde in mehreren Schritten aus einer Ziegelei errichtet, die nach dem Brand der Stadt im Jahr 1759 errichtet worden war. Im östlichen Teil ist die ursprüngliche Konstruktion des Ziegelofens erhalten geblieben. Im Jahr 1780 erfolgte der Bau eines Sommer-Restaurants, die heutige Form stammt aus der Zeit um 1880. Die Fassade des Hauses ist einstöckig mit sechs unregelmäßig verteilten Fensterachsen. | 20420/4-4548 Info Katalog | weitere Bilder                                  |
| Karlovy Vary, Krále Jiřího 991/1 (Standort)                                                                 | Hotel Villa Ritter (Lázeňský dům Brno, Vila Ritter)        | Villa Ritter (ehem. Haus Brno), errichtet 1897 als Sanatorium für MUDr. Adolf Ritter; Architekt: A. Exter (München) und F. Hessemer (Fassadenprojekt). Der Komplex besteht aus einem Hauptvillengebäude, Garten und Einfriedung mit einem Pavillon an der Ecke. | 10847/4-5029 Info Katalog | weitere Bilder                                  |
| Karlovy Vary, Krále Jiřího 1053/3 (Standort)                                                                | Hotel Trocnov (Lázeňský dům Trocnov, Vila Trocnov)         | Hotel Trocnov (Villa Trocnov), mit Garten und Einfriedung, errichtet 1897–1899 als evangelisches Hospiz auf Anregung des Pfarrers Camillo Feller (1862–1942). | 10846/4-5037 Info Katalog | weitere Bilder                                  |
| Karlovy Vary, Krále Jiřího 1087/5 (Standort)                                                                | Villa Vyšehrad (Lázeňský dům Vyšehrad)                     | Villa Vyšehrad (Villa Hohenburg) – eine majestätische Villa, errichtet 1899 im Geiste der Neoromantik; Architekt: R. Prihoda, jetzt Hotel Smetana-Vyšehrad. Das Innere wurde modern umgebaut, der äußere Ausdruck des Gebäudes blieb erhalten. | 10850/4-5030 Info Katalog | weitere Bilder                                  |
| Karlovy Vary, Krále Jiřího 1096/7 (Standort)                                                                | Villa Smetana (Lázeňský dům Smetana)                       | Villa Smetana (ehem. Villa Strunz) sowie Garten mit Pavillon und Einfriedung, errichtet 1899/1900 als privates Sanatorium für den Kurarzt Dr. Wenzel Strunz; Architekt: R. Claus (Erfurt), jetzt Hotel Smetana-Vyšehrad. | 10849/4-5036 Info Katalog | weitere Bilder                                  |
| Karlovy Vary, Stará louka 349/22 (Standort)                                                                 | Haus Strauss (Dům Strauss)                                 | Haus Strauss, Bürgerhaus, vermutlich zwischen 1760 und 1780 an der Stelle eines älteren Gebäudes errichtet, das durch einen Brand zerstört wurde. Historisch und architektonisch mit dem Nachbarhaus Nr. 348 verbunden, mit dem es den gebräuchlichen Namen „Zum Goldenen Strauss“ trug. Erst 1803 erfolgte die Trennung in „Goldene Krone“ und „Goldener Strauss“. Das Gebäude hatte ein Mansarddach und vier Fensterachsen, die Seitenfassade hatte sechs Fensterachsen, von denen drei Achsen Blindfenster waren. Die Gebäude wurden abgerissen und durch einen Neubau Nr. 2150/22 ersetzt. | 53213/4-4125 Info Katalog | Haus Strauss (Dům Strauss)                      |
| Karlovy Vary, Stará louka 348/24 (Standort)                                                                 | Haus Goldene Krone (Dům Zlatá koruna)                      | Haus Goldene Krone, Bürgerhaus, vermutlich zwischen 1760 und 1780 an der Stelle eines älteren Gebäudes errichtet, das durch einen Brand zerstört wurde. Historisch und architektonisch mit dem Nachbarhaus Nr. 349 verbunden, mit dem es den gebräuchlichen Namen „Zum Goldenen Strauss“ trug. Erst 1803 erfolgte die Trennung in „Goldene Krone“ und „Goldener Strauss“. Das Gebäude hatte ein Mansarddach und vier Fensterachsen, die Seitenfassade hatte sechs Fensterachsen, von denen drei Achsen Blindfenster waren. Die Gebäude wurden abgerissen und durch einen Neubau Nr. 2150/22 ersetzt. | 27806/4-4124 Info Katalog | Haus Goldene Krone (Dům Zlatá koruna)           |
| Karlovy Vary, Stará louka 343/30 (Standort)                                                                 | Hotel Elefant (Lázeňský dům Elefant)                       | Hotel Elefant, aus zwei älteren Bauten 1913 vom Architekten J. Vieth errichtet, dreistöckiges Haus mit Dachgeschoss, die Fassade ist neunachsig. | 46198/4-4553 Info Katalog | weitere Bilder                                  |
| Karlovy Vary, Stará louka 339/40 (Standort)                                                                 | Hotel Palacký                                              | Hotel Palacky, das Haus hat drei Stockwerke, die Fassade ist fünfachsig. Über dem Erkerfenster befindet sich ein steiler Giebel, der von einem achteckigen Turm mit gotischen Formen bekrönt wird. Segmentfenster mit darüber befindlicher Stuckkartusche aus dem Jahr 1884. Reste von geätztem Glas befinden sich am Treppenfenster (1885). | 28919/4-4558 Info Katalog | Hotel Palacký                                   |
| Karlovy Vary, Stará louka 338/42 (Standort)                                                                 | Haus Peter der Große (Lázeňský dům Petr Veliký)            | Haus Peter der Große, dreistöckiges Vorderhaus mit vierachsige Fassade, entstanden 1893/94 durch Umbau eines barocken Bürgerhauses, in dem Zar Peter der Große gewohnt hatte; Architekten: Josef Waldert und Alfred Bayer. Im Inneren (hinter der Schwingtür zur Treppe) links eine Gedenktafel aus schwarzem Granit mit goldenen Buchstaben an den Aufenthalt des russischen Kaisers Peter I. | 33006/4-4550 Info Katalog | Haus Peter der Große (Lázeňský dům Petr Veliký) |
| Karlovy Vary, Mírové náměstí 310/8 (Standort)                                                               | Grandhotel Pupp                                            | Grandhotel Pupp, entstanden aus dem Sächsischen Saal (1701) und dem Böhmischen Saal (1728), ab 1775/1786 unter dem Konditor Johann Georg Pupp (1743–1810) und später unter Julius Pupp zum mondänen Hotel entwickelt, der heutige Neobarockbau stammt aus den Jahren 1905–1907. Der Komplex wurde in den 1870er Jahren umfassend erneuert, als die umliegenden Gebäude von den Brüdern Pupp erworben wurden. Nach dem Abriss weiterer Gebäude wurde das Hotel 1892–1893 nach den Plänen der Wiener Architekten Prihoda & Nemecek im Stil der französischen Neorenaissance erbaut. Die einzelnen Gebäude des Grandhotels wurden 1907 in ihre heutige Form zu einem neobarocken Palast verschmolzen. Im Jahr 1936 gelang es den Pupps, das letzte Eckhaus zu kaufen und es architektonisch in den Querflügel des Grandhotels zu integrieren. Die Hauptflügel des Hotels ist auf einem T-förmigen Grundriss gebaut, dahinter liegen die Wirtschaftsgebäude des Hotels. Im Erdgeschoss des linken Flügels befindet sich der verglaste Bereich des Restaurants, der das Grandhotel mit dem benachbarten Park-Hotel verbindet. | 28677/4-4163 Info Katalog | weitere Bilder                                  |
| Karlovy Vary, v parku poblíž galerie, Dvořákova stezka (Standort)                                           | Schillerdenkmal                                            | Denkmal für Friedrich Schiller. Das Jugendstil-Denkmal aus Sandstein, das 1909 auf Initiative des Verschönerungsvereins Karlsbad errichtet wurde, ist das Werk des Wiener Architekten Friedrich Ohmann. Das Relief wurde vom Karlsbader Bildhauer Max Hiller geschaffen. Das Denkmal steht am Hang seitlich vom Goethe-Pfad. Auf einer kreisförmigen, mit Sandstein ausgekleideten Grundmauer stehen glatte prismatische Säulen im Halbkreis. In der Mitte der Plattform steht eine unstrukturierte Stele mit Steinen, die von einem dreieckigen Tympanon abgeschlossen wird. In der Vorderseite ist ein Kalksteinrelief mit dem Kopf des Dichters eingefügt, das von einer kleinen Figur eines Genies begleitet wird. Am unteren Rand befindet sich eine Inschrift mit dem Namen. Der Zugang zur Plattform erfolgt über Treppen von der Hangseite. | 44871/4-895 Info Katalog  | weitere Bilder                                  |
| Karlovy Vary, v parku, u Mickiewiczova mostu (Standort)                                                     | Büste Adam Mickiewicz                                      | Büste Adam Mickiewicz – Bronzebüste auf einem hohen prismatischen Sockel aus rotem Granit aus dem Jahr 1947 vom Maler und Bildhauer Břetislav Werner (1911–1986). Sie ersetzte die ursprünglich stark beschädigte Büste aus dem Jahr 1897 des polnischen Bildhauers Tadeusz Barącz (1849–1905). | 17491/4-896 Info Katalog  | weitere Bilder                                  |
| Karlovy Vary, Goethova stezka (Standort)                                                                    | Goethedenkmal (Karlsbad) Büste J. W. Goethe                | Büste J. W. Goethe – Marmorbüste vom Bildhauer Adolf von Donndorf (1835–1916) aus Stuttgart aus dem Jahr 1883. Es wurde in Erinnerung an die dreizehn Besuche Goethes in der Stadt errichtet, auf Initiative von MUDr. Mathias Foerster, Direktor des Fremdenspitals für die Armen. Das Denkmal stand ursprünglich in der Puppallee vor dem Parkhotel Pupp. Im Jahr 1946 wurde die Büste entfernt und im Museum aufbewahrt. Der alte Sockel (profiliert, prismatisch mit einer antiken Reliefplatte und der Aufschrift „GOETHE“ auf der Vorderseite) wurde vermutlich zerstört. Seit 1952 steht die Büste an ihrem heutigen Standort auf einem modernen Sockel. | 35444/4-894 Info Katalog  | weitere Bilder                                  |
| Karlovy Vary, im Park nördlich vom Posthof (Standort)                                                       | Smetana-Denkmal                                            | Smetana-Denkmal – Bronzeskulptur des Komponisten in Lebensgröße auf einem prismatischen Granitsockel. Der Autor ist der akademische Bildhauer J. Wagner und K. Barták. Es wurde am 4. Juni 1950 feierlich enthüllt. Der Grundstein wurde 1946 gelegt und das Gipsmodell bereits 1938 gefertigt. Mit der Aufschrift „Die tschechische Nation wird nicht enden“ hält er in der rechten Hand einen Lorbeerzweig und in der linken Hand ein Blatt aus einer Partitur. | 18594/4-892 Info Katalog  | weitere Bilder                                  |
| Karlovy Vary, im Park am Posthof (Standort)                                                                 | Beethoven-Denkmal                                          | Denkmal für Ludwig van Beethoven. Das Granitdenkmal mit einer Bronzeskulptur wurde am 29. September 1929 an der Stelle eines Denkmals für Kaiser Franz Joseph I. feierlich enthüllt, das kurz nach der Gründung der Tschechoslowakei entfernt worden war. Der Autor ist der Karlsbader Bildhauer Hugo Uher (1882–1945). Das Denkmal besteht aus Petrograder Granit. Auf einer erhöhten halbkreisförmigen Plattform befindet sich ein Granitprisma, auf deren oberem Teil zweimal die Inschrift „Beethoven“ angebracht ist. Auf dem Sockel steht die Bronzeskulptur des Meisters, der gegen den Wind zu gehen scheint. Ursprünglich hatte das Denkmal zwei allegorische Reliefplatten aus Bronze, die die wohltuenden Wirkungen der Musik auf Liebe und Schmerz darstellten. Diese wurden 1946 entfernt und vermutlich zerstört. Im Jahr 2012 wurde eine Replik des Denkmals aus gehärtetem Kunststoff mit Bronzepatina aufgestellt, der Autor ist der Neudecker Bildhauer Heřman Kouba. | 29321/4-893 Info Katalog  | weitere Bilder                                  |
| Karlovy Vary, Slovenská 309/2 (Standort)                                                                    | Posthof (Poštovní dvůr)                                    | Posthof, errichtet 1791 vom Karlsbader Postmeister Josef Korb, mit dem Labitzky-Saal (1791), benannt nach dem Komponisten Joseph Labitzky (1802–1881), und dem Preußischen Saal (1818). Ein Gebäude im Empire-Stil, am Ende des 18. und Anfang des 19. Jahrhunderts als Ausflugslokal für wohlhabende Gäste aus Karlsbad gebaut. Der Komplex besteht aus einem zweistöckigen Gebäude, dem Empire-Pavillon mit Nebengebäude, dem Pavillon an der Straße und dem Hof. Im Hauptgebäude blieb eine Halle mit einer Balustrade und Säulen erhalten. Sie ist mit einem bedeutenden Fresko des Malers Josef Kramolín (1730–1802) im spätbarocken Stil dekoriert. | 16053/4-877 Info Katalog  | weitere Bilder                                  |

### Karlovy Vary-Lázeňské území (Bäderviertel – östliche Seite)
| Lage                                                                                      | Objekt                                                                          | Beschreibung | ÚSKP-Nr.                  | Bild                                                                            |
| ----------------------------------------------------------------------------------------- | ------------------------------------------------------------------------------- | --- | ------------------------- | ------------------------------------------------------------------------------- |
| Karlovy Vary, I. P. Pavlova 891/7 (am Gebäude der Stadtbibliothek) (Standort)             | Statue Karla IV.                                                                | Statue von Karl IV. Die Statue wurde 1739 vom Appellationsrat von Schuppig als Dank für die erfolgreiche Behandlung im Bad gestiftet. Sie befand sich ursprünglich an der Ecke des ehemaligen Rathauses mitten in der Stadt und wurde 1936 an seinen heutigen Standort verlegt. | 19080/4-888 Info Katalog  | weitere Bilder                                                                  |
| Karlovy Vary, Ondřejská 2/39 (Standort)                                                   | Andreaskirche und Mozartpark                                                    | Andreaskirche und Mozartpark mit klassizistischen Grabsteinen. Die Kirche wurde um 1500 erbaut. Das Mauerwerk des Kirchenschiffs und des Presbyteriums ist möglicherweise aus dieser Zeit erhalten geblieben. Sie wurde um 1840 grundlegend umgebaut. Zwischen 1967 und 1989 wurde eine vollständige Rekonstruktion der Kirche durchgeführt und die Brüstung an der Ostwand entfernt. Im Jahr 2005 wurde die Überdachung des Nebengebäudes ersetzt und die Fassaden repariert. | 37382/4-871 Info Katalog  | weitere Bilder                                                                  |
| Karlovy Vary, Vřídelní 82/9 (Standort)                                                    | Baťa-Geschäftshaus (Obchodní dům Baťa)                                          | Baťa-Geschäftshaus. Das Kaufhaus Baťa, das 1930 nach dem Entwurf des Architekten Antonín Vítek im funktionalistischen Stil erbaut wurde, steht an der Stelle eines älteren Hauses. Bis heute wird es als Kaufhaus genutzt. Das Gebäude ist terrassiert, ohne Keller, sechsstöckig mit einem Flachdach. Strukturell handelt es sich um ein monolithisches Stahlbetonskelett mit Ziegelmauerwerk und einer leichten Außenverkleidung in der Fassade, die sich von den angrenzenden Stuckfassaden abhebt. | 36635/4-4503 Info Katalog | weitere Bilder                                                                  |
| Karlovy Vary, Vřídelní 83/11 (Standort)                                                   | Haus Rubin (Lázeňský dům Rubín)                                                 | Haus Rubin, erbaut 1896–1897 nach den Plänen des Karlsbader Architekten Karl Heller. Ein Beispiel für den Höhepunkt des Späthistorismus mit barockem Dekor und sezessionellen Mädchenbüsten. Die Fassade ist dreiachsig, dreistöckig und mit einer Mansarde versehen. Der mittlere Bereich ragt risalitartig ab dem 1. Stock nach oben heraus, auf beiden Seiten gibt es in jedem Stockwerk Balkone. | 34615/4-4532 Info Katalog | Haus Rubin (Lázeňský dům Rubín)                                                 |
| Karlovy Vary, Vřídelní 85/13 (Standort)                                                   | Haus Peter (Lázeňský dům Petr)                                                  | Haus Peter. Die Fassade ist siebenachsig, das Gebäude hat zwei Stockwerke mit einer Dachgaube. Das Haus mit dem ursprünglichen Namen „Zum Goldenen Ochsen“ wurde in den Jahren 1706–1709 als Poststation erbaut. Das Untergeschoss ist aus Ziegeln, darüber ein Fachwerkbau. Die Fassade wurde 1923 in ihre heutige Form gebracht. Das Haus ist eines der ältesten Fachwerkhäuser in Karlsbad. | 37556/4-4559 Info Katalog | weitere Bilder                                                                  |
| Karlovy Vary, náměstí Svobody 1 (Standort)                                                | Kirche St. Maria Magdalena                                                      | Kirche St. Maria Magdalena mit Treppe. Hochbarocke Dekanatskirche, erbaut in den Jahren 1732–1736 nach den Plänen von Kilian Ignaz Dientzenhofer an der Stelle einer älteren gotischen Kirche aus der zweiten Hälfte des 14. Jahrhunderts. (Nationales Kulturdenkmal) | 31953/4-870 Info Katalog  | weitere Bilder                                                                  |
| Karlovy Vary, u kostela sv. Máří Magdaleny (Standort)                                     | Statue des hl. Johannes von Nepomuk                                             | Statue des hl. Johannes von Nepomuk. Spätbarocke Sandsteinstatue eines Heiligen auf einem dreieckigen Sockel mit lateinischer Widmungsinschrift, datiert 1746. Sie stammt aus dem Erbe des Karlsbader Arztes Dr. Franz Bachmann, der sie zum Gedenken an den Wolkenbruch und die darauf folgenden großen Überschwemmungen des Jahres 1746 gestiftet hat. | 38550/4-3979 Info Katalog | weitere Bilder                                                                  |
| Karlovy Vary, Divadelní náměstí 243/1 (Standort)                                          | Sparkasse                                                                       | Sparkasse, erbaut im Jugendstil 1904–1906; Architekt: Otto Stainl. Im Jahr 1924 wurde das Gebäude erweitert. Ein dreistöckiges Eckgebäude mit einem dreiteiligen Haupteingang als Eckrisalit, der von einer Kuppel bekrönt wird, links vom Risalit drei Fensterachsen, rechts vier. | 41634/4-4122 Info Katalog | weitere Bilder                                                                  |
| Karlovy Vary, Divadelní náměstí 43/5 (Standort)                                           | Haus Olympia (Lázeňský dům Olympia)                                             | Haus Olympia, urspr. spätbarocker Bau mit zahlreichen späteren Umbauten, heutiger Bau von 1911–1913; Architekt: J. Kubíček. Das Haus ist eine sehr wertvolle Architektur mit Elementen des spätklassizistischen Jugendstils, des Neobarocks und insbesondere des Kubismus, einschl. Einrichtungen. | 27713/4-4560 Info Katalog | weitere Bilder                                                                  |
| Karlovy Vary, Divadelní náměstí, Divadelní 260/21 ()                                      | Haus Terminus (Lázeňský dům Terminus)                                           | Ehem. Haus Terminus, erbaut 1873, Abriss um 2000. Zwischen 2006 und 2012 durch ein neues Gebäude ersetzt. Das Bild zeigt das neue Gebäude auf dem Gelände der abgerissenen Häuser Nr. 256 und 260 (als Versuch einer Nachbildung). | 44916/4-4535 Info Katalog | Haus Terminus (Lázeňský dům Terminus)                                           |
| Karlovy Vary, Divadelní náměstí, Divadelní 256/19 ()                                      | Mietshaus Divadelní 256/19                                                      | Mietshaus, erbaut 1846, Abriss um die Wende um 2000. Zwischen 2006 und 2012 durch ein neues Gebäude ersetzt. Das Bild zeigt das neue Gebäude auf dem Gelände der abgerissenen Häuser Nr. 256 und 260 (als Versuch einer Nachbildung). | 26351/4-4533 Info Katalog | Mietshaus Divadelní 256/19                                                      |
| Karlovy Vary, Nová louka 22/1 (Standort)                                                  | Stadttheater “Vítězslava Nezvala” (Městské divadlo Karlovy Vary)                | Stadttheater, erbaut 1884–1886 an der Stelle des älteren, klassizistischen Becher-Theaters; Entwurf: Architekturbüro Fellner & Helmer unter Mitarbeit von Alfred Bayer. Theatergebäude und Zugangstreppe. Sein architektonischer Stil ist vom Barock und Rokoko inspiriert. Freistehendes einstöckiges Längsgebäude mit 8 x 3 Achsen, mit einem Mansarddach, ergänzt durch dekorative Dachgauben (aus Schiefer und Blech). | 34181/4-881 Info Katalog  | weitere Bilder                                                                  |
| Karlovy Vary, Nová louka 287/9 (Standort)                                                 | Haus Mickiewicz (Lázeňský dům Mickiewicz)                                       | Haus Adam Mickiewicz. Fassade vierachsig mit einem mittleren Erkerfenster. Das Erdgeschoss und das 1. Stockwerk wurden zu einem späteren Zeitpunkt in Form von Schaufenstern modernisiert. Das Erkerfenster in den beiden mittleren Achsen über der Mansarde ist mit Pilastern versehen und von einem durchbrochenen Giebel bekrönt. Die Fenster des 2. Stocks sind segmentiert, in den Seitenachsen befindet sich Balkone. | 35026/4-4132 Info Katalog | Haus Mickiewicz (Lázeňský dům Mickiewicz)                                       |
| Karlovy Vary, Nová louka 296/21 (Standort)                                                | Hotel Embassy (Lázeňský dům Embassy)                                            | Hotel Embassy. Fassade mit sechs Fensterachsen, zweistöckig, Attika mit Balustrade (etwas zurückgesetzt). Mitte des 19. Jahrhunderts wurden die beiden ursprünglichen klassizistischen Häuser zusammengelegt. Das heutige Erscheinungsbild des Hauses stammt aus dem frühen 20. Jahrhundert, als die Fassade umgebaut wurde. | 40122/4-4536 Info Katalog | weitere Bilder                                                                  |
| Karlovy Vary, Nová louka 578/23 (Standort)                                                | Museum Nová louka 23                                                            | Stadthaus – Museum. Das Gebäude war Sitz des Finanzamtes, des Bezirksgerichts und des Bezirksmuseums, heute Regionalmuseum. Das Haus ist auf einem rechteckigen Fundament erbaut, es hat keinen Keller, da es direkt am Ufer des Flusses Teplá steht. Das Gebäude hat zwei Stockwerke. Der Mittelrisalit tritt um ca. 2,5 m in den Hintergrund. | 24124/4-3978 Info Katalog | weitere Bilder                                                                  |
| Karlovy Vary, Muzeum Karlovy Vary, Nová louka 578/23 (Standort)                           | Statue der Hygieia                                                              | Statue der Hygieia im Gebäude der Sprudelkolonnade. Eine Neorenaissance-Skulptur, geschaffen nach den alten Meistern. Auf einer glatten Pyramidenbasis aus poliertem Granit befindet sich eine Metallskulptur einer sitzenden Frau mit einer antiken Frisur. Die Statue wurde ursprünglich an der Sprudelkolonnade aufgestellt und später in das Regionalmuseum verlegt. | 40764/4-898 Info Katalog  | weitere Bilder                                                                  |
| Karlovy Vary, Nová louka 578/23 ()                                                        | Marx-Büste                                                                      | Marx-Büste. Ein Denkmal aus dem Jahr 1957 zum Gedenken an drei Aufenthalte von Karl Marx in Karlsbad. Der Autor ist der Karlsbader Bildhauer Karel Kuneš. Ursprünglich stand es an der Sprudelkolonnade, bevor es in den 1970er Jahren in den Park von Klein Versailles verlegt wurde. Seit den 1990er Jahren im Museum. Text im Denkmalkatalog: Auf einem braunroten Marmorsockel ein prismatisch hoher Sockel mit der Aufschrift: „KAREL / MARX / KARLOVY VARY / 1874/1875/1876“. Eine lebensgroße Bronzebüste darauf. Auf der rechten Seite der Büsteninschrift: „K. KUNEŠ 1957 LIL ZUKOVN! P.“ Denkmalschutz am 2. Mai 1997 aufgehoben. | 14969/4-890 Info Katalog  |                                                                                 |
| Karlovy Vary, Husovo náměstí 297/6 (Standort)                                             | Fachwerkhaus Husovo náměstí 6                                                   | Ein kleines, freistehendes barockes Fachwerkhaus aus der ersten Hälfte des 18. Jahrhunderts, erbaut auf einem Felsen ohne Fundament, mit einem in den Felsen gehauenen Keller, einem Dachgeschoss und einem Satteldach. Eines der letzten Beispiele von barocken Stadthäusern. | 103427 Info Katalog       | Fachwerkhaus Husovo náměstí 6                                                   |
| Karlovy Vary, Mariánskolázeňská 301/1 (Standort)                                          | Haus Jiskra (Lázeňský dům Jiskra)                                               | Haus Jiskra. Eklektizistisches Gebäude aus dem letzten Drittel des 19. Jahrhunderts, auf einem tiefen Grundstück mit einer Treppe im Hof und einem Oberlicht im Mitteltrakt. Die Fassade ist vierachsig, reich geteilt und mit Stuck verziert. | 22377/4-4134 Info Katalog | Haus Jiskra (Lázeňský dům Jiskra)                                               |
| Karlovy Vary, Mariánskolázeňská 298/3 (Standort)                                          | Hotel Quisisana Palace (Lázeňský dům Quisisana)                                 | Hotel Quisisana Palace. Eklektizistisches Gebäude mit einer fantasievoll gestalteten achtachsigen Fassade, die in der Mitte durch eine Loggia ergänzt wurde. | 18222/4-4135 Info Katalog | weitere Bilder                                                                  |
| Karlovy Vary, am Hotel Pupp über den Fluss Tepl přes řeku Teplá, u hotelu Pupp (Standort) | Labitzky-Steg                                                                   | Labitzky-Steg, eine Fußgängerbrücke. Das letzte erhaltene Beispiel einer ursprünglich großen Anzahl von Fußgängerbrücken im Badeviertel. Der Steg hat die ursprüngliche Gusseisenkonstruktion einschließlich Geländer behalten und kann bei Hochwasser abgebaut werden. | 34358/4-4552 Info Katalog | weitere Bilder                                                                  |
| Karlovy Vary, Mariánskolázeňská 302/5, 448/13, 307/27, 580/31, 516/35, 698/37 ()          | Mietshäuser Mariánskolázeňská                                                   | Mietshäuser in der Marienbader Straße – eine Reihe von Häusern mit besonderem architektonischen Stil bezüglich Material und Fassade: - Mariánskolázeňská 302/5 (Sofia) - Mariánskolázeňská 448/13 (Leningrad) - Mariánskolázeňská 307/27 (Sewastopol) - Mariánskolázeňská 580/31 - Mariánskolázeňská 516/35 - Mariánskolázeňská 698/37 (Kreml) Umfang des ursprünglichen Denkmalschutzes wie im Denkmalkatalog beschrieben: - Jiskra 301/1 (1895), jetzt als ÚSKP-Nr. 22377/4-4134 - Quisisana 298/3 (1892), jetzt als ÚSKP-Nr. 18222/4-4135 - Sofia 302/5 (1929) - Pura, 303/7 (1870) – Denkmalschutz aufgehoben - Scholler 540/9 (1830) – Denkmalschutz aufgehoben - Alser 304/11 (1880), jetzt als ÚSKP-Nr. 39139/4-4136 - Leningrad 448/13 (1927) - Labitzky 467/15 (1835), jetzt als ÚSKP-Nr. 40897/4-4137 - Albanie 472/17 (1867) – Denkmalschutz 2007 aufgehoben - Florence 223/25 (1894), jetzt als ÚSKP-Nr. 15990/4-4139 - Sewastopol 307/27 (1896) - Horník 547/29 (1910), jetzt als ÚSKP-Nr. 25932/4-4142 - Haus Nr. 580/31 (1860), jetzt als ÚSKP-Nr. 105011 - Haus Nr. 308/33 (1873), jetzt als ÚSKP-Nr. 103417 - Haus Nr. 516/35 (1860) - Kreml 698/37 (1880) | 15185/4-4133 Info Katalog | Mietshäuser Mariánskolázeňská                                                   |
| Karlovy Vary, Mariánskolázeňská 304/11 (Standort)                                         | Haus Alser (Lázeňský dům Alser)                                                 | Haus Alser – das klassizistische Haus „Österreich“ wurde von seiner Besitzerin Isabella Mieg, geb. Pupp, in den Jahren 1904–1905 nach dem Projekt von Karl Heller errichtet. Die Fassade präsentiert einen barocken Jugendstil mit einer neoklassizistischen Pilasteranordnung. | 39139/4-4136 Info Katalog | Haus Alser (Lázeňský dům Alser)                                                 |
| Karlovy Vary, Mariánskolázeňská 467/15 (Standort)                                         | Haus Labitzky (Lázeňský dům Labitzký)                                           | Haus Labitzky – entstanden durch die Zusammenlegung von zwei oder drei historischen Gebäuden. Die Hauptphase dieser Rekonstruktion fand 1851 statt und das heutige Erscheinungsbild der Fassade stammt aus dem Jahr 1867. Das dreistöckige Längsgebäude hat einen zentralen Korridor und eine Treppe in der Mitte des hinteren Flügels, der rechte Teil des Gebäudes wurde separat angelegt und mit dem Hauptgebäude verbunden, dieser hat sieben Fensterachsen, die rechte Seite drei. Eine Gedenktafel am Haus erinnert an den Kapellmeister Joseph Labitzky (1802–1881), Gründer und langjähriger Dirigent des Karlsbader Kurorchesters. | 40897/4-4137 Info Katalog | Haus Labitzky (Lázeňský dům Labitzký)                                           |
| Karlovy Vary, Mariánskolázeňská 472/17 ()                                                 | Haus Albanie (Lázeňský dům Albánie)                                             | Haus Albanie (Denkmalschutz 2007 aufgehoben) | 45663/4-4138 Info Katalog | Haus Albanie (Lázeňský dům Albánie)                                             |
| Karlovy Vary, Mariánskolázeňská 223/25 (Standort)                                         | Drei Mietshäuser (Florenz, Dukla, Kiew) (Lázeňské domy Florencie, Dukla, Kyjev) | Drei Mietshäuser (Florenz, Dukla, Kiew) – Dreifachflügel mit kurzem Innenhofflügel, errichtet auf den ursprünglichen Grundstücken Nr. 916, 917, 919 und 921 | 15990/4-4139 Info Katalog | Drei Mietshäuser (Florenz, Dukla, Kiew) (Lázeňské domy Florencie, Dukla, Kyjev) |
| Karlovy Vary, Mariánskolázeňská 306/2 (Standort)                                          | Kurhaus I – Kaiserbad (Císařské lázně)                                          | Kurhaus I – Kaiserbad – errichtet in den Jahren 1893–1895 an der Stelle einer barocken Brauerei, nach Plänen vom Wiener Architekturbüro Fellner & Helmer. Das Gebäude wurde im Stil der französischen Neorenaissance mit prächtigen Innenräumen erbaut. Freistehendes zweistöckiges Längsgebäude mit einem einstöckigen Querflügel, Mansarddach mit Dachgauben, Kuppel (Schiefer, Blech) über der Mitte des Eingangstrakts. - Kurhaus Nr. 306 - Skulpturengruppe „Naturkräfte und Heilkräfte“, links und rechts vom Eingang zum Gebäude (Nationales Kulturdenkmal) | 17027/4-880 Info Katalog  | weitere Bilder                                                                  |
| Karlovy Vary, Mariánskolázeňská 547/29 (Standort)                                         | Haus Horník (Lázeňský dům Horník)                                               | Haus Hornik – ein eklektizistisches Gebäude mit reichem Stuckdekor. Dreiflügeliges Gebäude mit fünf Etagen und fünfachsiger Fassade. Die drei Mittelachsen mit leicht hervorstehendem Risalit, im 1. und 2. Stock ein Erkerfenster mit Balkon. Die Fenster sind paarweise gruppiert, sie sind im Erdgeschoss und im 3. Stock segmentiert, in den anderen Etagen rechteckig. | 25932/4-4142 Info Katalog | Haus Horník (Lázeňský dům Horník)                                               |
| Karlovy Vary, Mariánskolázeňská 580/31 (Standort)                                         | Wohnhaus Mariánskolázeňská 31                                                   | Ein dreistöckiges Wohnhaus, eines der letzten vorhandenen Beispiele für die klassizistische Architektur von Karlsbad ohne spätere Umbauten, in intaktem Zustand mit vielen klassizistischen Elementen. | 105011 Info Katalog       | Wohnhaus Mariánskolázeňská 31                                                   |
| Karlovy Vary, Mariánskolázeňská 308/33 (Standort)                                         | Wohnhaus Mariánskolázeňská 33                                                   | Wohnhaus mit vielen klassizistischen Elementen. Das dreistöckige Haus „Deutschland“ stammt aus dem Jahr 1835. Zusammen mit den Nachbarhäusern repräsentiert es eine einzigartige Reihe klassizistischer Gebäude in Karlsbad. | 103417 Info Katalog       | Wohnhaus Mariánskolázeňská 33                                                   |
| Karlovy Vary, Mariánskolázeňská Nr. 3, 675/4 (Standort)                                   | Evangelische Kirche St. Peter und Paul                                          | Kirche St. Peter und Paul: Evangelische Kirche St. Peter und Paul und um die Mitte des 19. Jahrhunderts erbaute Pfarrhaus (jetzt der Tschechoslowakischen Hussitischen Kirche gehörend) im historistischen Stil sowie die Pension Villa Basileia, Nr. 675 | 89006/4-4989 Info Katalog | weitere Bilder                                                                  |
| Karlovy Vary, oberhalb vom Fluss Tepl gegenüber der Kunstgalerie (Standort)               | Dorotheen-Pavillon (Dorotin altán)                                              | Dorotheen-Pavillon auf einem Felsvorsprung am rechten Ufer des Flusses. Empire-Tempel des Grafen Christian von Clam-Gallas für die Herzogin Dorothea von Kurland, genannt Dorotheen-Pavillon, mit Inschrift: „Dorotheen´s Aue – Zum Andenken der Erzherzogin von Curland, den 21. Juni 1791“. | 34295/4-879 Info Katalog  | weitere Bilder                                                                  |
| Karlovy Vary, U Imperiálu 1048/2 (Standort)                                               | Villa Margaretha (Lázeňský dům Marghareta)                                      | Villa Margaretha mit Treppe, Garten und Einfriedung – ein bedeutendes Gebäude mit luxuriösem Interieur, das sich durch außergewöhnliche handwerkliche Qualität auszeichnet. | 45809/4-4563 Info Katalog | weitere Bilder                                                                  |
| Karlovy Vary, Slovenská 567/3 (Standort)                                                  | Parkhotel Richmond (Sanatorium Richmond)                                        | Sanatorium Richmond, jetzt Parkhotel Richmond mit folgenden Einzelelementen: - Hotel - Zufahrtsstraße mit Statuen - Brücke - Terrasse mit Balustrade, Treppe - Schwimmbad - Brunnen mit Putten - Skulptur eines jungen Mannes - Skulptur Putten mit Schwänen - Hirsch-Skulptur | 46356/4-4145 Info Katalog | weitere Bilder                                                                  |
| Karlovy Vary, Jarní 1235/6 (Standort)                                                     | Villa Pupp                                                                      | Villa Pupp mit Garten, Pavillon, Tor, Pforte und Einfriedung. Im Gebäude befand sich früher ein Waisenhaus. Das Gebiet der Villa Pupp, das 1914 von einem der bedeutendsten Hoteliers in Karlsbad, Julius Pupp, Miteigentümer des Grand Hotel Pupp, außerhalb der Stadt erbaut wurde, besteht aus der Villa, einem Garten und einem Zaun mit Tor und Eck-Pavillon. | 104162 Info Katalog       | weitere Bilder                                                                  |
| Karlovy Vary, Na Milíři, am Garten vom Sanatorium Bellevue Nr. 1357/12 (Standort)         | Sühnekreuz                                                                      | Sühnekreuz – ein niedriges monolithisches Steinkreuz mit kurzen, abgerundeten Armen. Auf der Rückseite befindet sich eine gravierte, heute fast unleserliche Inschrift „17 ... 6“. | 32854/4-900 Info Katalog  | weitere Bilder                                                                  |
| Karlovy Vary, Libušina 1032/31 (Standort)                                                 | Grundschule                                                                     | Grundschule. Das Gebäude der 1. Bürgerschule wurde nach dem Projekt des Baumeisters Richard Gruber im Neorenaissance-Stil in den Jahren 1894–1897 von Ing. Zdarek erbaut. Im Innenraum befindet sich eine große Halle im 1. Stock, jetzt eine Turnhalle mit neobarocker Stuckdekoration. | 12650/4-4929 Info Katalog | Grundschule                                                                     |
| Karlovy Vary, Libušina 1212/18 (Standort)                                                 | Hotel Imperial                                                                  | Hotel Imperial – großer Hotelkomplex: Hotel Imperial, Pavillon „Wiener Sitz“, Garten- und Musikpavillon und Park. Das Hotelgebäude wurde zwischen 1910 und 1912 erbaut. Vor dem Hotel befindet sich ein Parterre mit einer Treppe, das in einem Gartenpavillon endet. Neben diesem steht der Musikpavillon (Muschel). Auf der Nordseite des Komplexes befindet sich ein Pavillon, der sogenannte Wiener Sitz. Seit 1907 verbindet eine Seilbahn, die erste Seilbahn von Karlsbad, das Hotel mit der Stadt. | 10838/4-5034 Info Katalog | weitere Bilder                                                                  |
| Karlovy Vary, Libušina 438/16 (Standort)                                                  | Ausflugslokal Helenenhof (Helenin dvůr)                                         | Ausflugslokal Helenenhof mit Gasthaus, Eingangspavillon Nr. 438 und Treppe | 12091/4-4909 Info Katalog | Ausflugslokal Helenenhof (Helenin dvůr)                                         |
| Karlovy Vary, Na Vyhlídce 93/50 (Standort)                                                | Kindergarten                                                                    | Kindergarten mit wertvollem Architekturstil aus der zweiten Hälfte des 19. Jahrhunderts. Das Haus hat einen rechteckigen Grundriss von 20x15 m, der schmale Teil ist zur Straße Na vyhlídce ausgerichtet. | 10312/4-4906 Info Katalog | Kindergarten                                                                    |
| Karlovy Vary, im Park am Weg stezka Jeana de Carro (Standort)                             | Jubiläumssäule mit einer Statue Karls IV. (1858)                                | Jubiläumssäule mit einer Statue Karl IV., die vom Prager Bildhauer Joseph Max (1804–1855) gestaltet und im Jahr 1858 zum 500. Jahrestag der Gründung der Stadt Karlsbad errichtet wurde. Der Kaiser hält ein Schwert, das an einem massiven Gürtel befestigt ist, in der linken Hand und eine Urkunde in der rechten Hand. Es steht auf einer hohen korinthischen Säule. Die gesamte Arbeit besteht aus einer Guss-Legierung aus Zink, Aluminium und Blei, dem sogenannten Zinkal. | 14564/4-889 Info Katalog  | weitere Bilder                                                                  |

### Karlovy Vary-Na vyhlídce
| Lage                                                 | Objekt                                         | Beschreibung | ÚSKP-Nr.                 | Bild           |
| ---------------------------------------------------- | ---------------------------------------------- | --- | ------------------------ | -------------- |
| Karlovy Vary, stezka Jeana De Carro 542/5 (Standort) | Villa Lützow (Lützowova vila)                  | Villa Lützow, Villa von Baron August von Lützow (1795–1872), erbaut 1854 von Johann Knoll. Es ist eine der ältesten Villengebäude in Karlsbad und im Nordwesten Böhmens. Einstöckiges Gebäude, untergliedert in drei Teile mit massiven Eckvorsprüngen und einem zurückgesetzten erhöhten Mittelteil in Form eines massiven Turms mit einem flachen Dach. In der Mittelachse der Villa in Richtung Stadt befinden sich eine Loggia mit Säulen, eine Terrasse im ersten Stock und eine vorspringende Gartentreppe. Der terrassenförmig angelegte Garten rund um die Villa ist romantisch gestaltet, er besitzt Nachbildungen von zwei Bastionen, eine Reihe von Ecken, Höhlen, Glorietten, Pergolen, Promenaden und Pavillons. Der gesamte Komplex, bestehend aus Villa, Terrasse I und II, Rondel, Aussicht und Einfriedung, ist durch viele interessante Metallskulpturen des Berliner Bildhauers August Kiss geschmückt. Auf der Südwestseite des Villenkomplexes befindet sich ein massiver runder Turm mit einer Terrasse und einer Katzenskulptur. | 30761/4-901 Info Katalog | weitere Bilder |
| Karlovy Vary, Pražská silnice (Standort)             | Alte Prager Landstraße (Stará pražská silnice) | Die Alte Prager Landstraße wird als Kunststrasse bezeichnet. Sie ist Teil der historischen Straße, die die Dörfer Hůrky (Berghäuseln) und Rybáře (Fischern) verbunden hat. In den Jahren 1804–1811 wurde auf Betreiben des Obersten Burggrafen Karl Chotek von Chotkow (1783–1868) eine neue Zufahrtsstraße zur Stadt aus Richtung Prag gebaut. Die durch massive Stützmauern aus unbearbeiteten Steinbruchsteinen gesicherte Straße verläuft mit einer großen Serpentine ins Tal. Die Straße ist ca. 1,8 km lang und durchschnittlich ca. 12 m breit. Als Kulturdenkmal beginnt sie am Stadtrand von Hůrky und endet am Stadtrand des Kurzentrums in Karlsbad an der ehemaligen Poststation „Stadt Lemberg“. Ein wichtiger Teil der Struktur sind die Stützpfeiler, die die Statik des Baus verbessern und gleichzeitig ein optisch unverwechselbares architektonisches Element bilden. Die Straße umfasst auch gewölbte Durchlässe. Sie ist derzeit mit Asphalt bedeckt, darunter ist ein großer Teil des historischen Pflasters erhalten geblieben.  | 101168 Info Katalog      | weitere Bilder |

### Karlovy Vary-Hřbitov (Friedhof)
| Lage                                               | Objekt                   | Beschreibung | ÚSKP-Nr.                  | Bild                    |
| -------------------------------------------------- | ------------------------ | --- | ------------------------- | ----------------------- |
| Karlovy Vary, Hřbitovní 1070/9a, 432/11 (Standort) | Zentralfriedhof Karlsbad | Zentralfriedhof (evangelisch, katholisch, jüdisch): Der um 1864 gegründete Zentralfriedhof in Karlsbad umfasst ein Verwaltungsgebäude und ein Krematorium, einen katholischen Friedhof mit Leichenhalle sowie einen evangelischen und jüdischen Friedhof. Hier ist eine wertvolle Sammlung von historischen und modernen Grabsteinen erhalten. Zum Komplex gehören: Verwaltungsgebäude Hřbitovní 1070/9a, katholischer Friedhof, Gebäude Hřbitovní 721/13, evangelischer Friedhof und Jüdischer Friedhof sowie das Gebäude Hřbitovní 432/11. | 11490/4-4530 Info Katalog | weitere Bilder          |
| Karlovy Vary, auf dem Zentralfriedhof (Standort)   | Denkmal der Roten Armee  | Das Denkmal der Roten Armee von Alois Sopr aus dem Jahr 1952 im Stil des sozialistischen Realismus stand ursprünglich im Smetana-Park. Die Statue wurde 1970 abgerissen und durch eine Nachbildung ersetzt, die Ende der 1980er Jahre ohne Sockel zu den Denkmälern der gefallenen russischen Helden auf den Friedhof verlegt wurde. | 54249/4-891 Info Katalog  | Denkmal der Roten Armee |

### Karlovy Vary-U tří křížů (Dreikreuzberg)
| Lage                                        | Objekt                        | Beschreibung | ÚSKP-Nr.                  | Bild           |
| ------------------------------------------- | ----------------------------- | --- | ------------------------- | -------------- |
| Karlovy Vary, Karlovy Vary 244/2 (Standort) | Aussichtsturm Goethe-Aussicht | Aussichtsturm Goethe-Aussicht. Das Ausflugsrestaurant mit dem Turm wurde auf Initiative der Prinzessin Stephanie von Belgien in den Jahren 1888–1889 nach den Plänen der Wiener Architekten Ferdinand Fellner und Hermann Helmer im neugotischen Stil erbaut. Angrenzend an den zylindrischen Körper mit einem Erkerfenster über dem Haupteingang und mit einer von Zinnen gesäumten Galerie befinden sich ein höherer schlanker Turm und zwei rechteckige prismatische Bauten mit verstärkten Ecken. Der Aussichtspunkt liegt auf einer Höhe von 639 m und ist der höchste von Karlsbad. | 15403/4-4131 Info Katalog | weitere Bilder |

### Karlovy Vary-Jelení skok (Hirschsprung)
| Lage | Objekt                                                     | Beschreibung | ÚSKP-Nr.                  | Bild               |
| --- | ---------------------------------------------------------- | --- | ------------------------- | ------------------ |
| Karlovy Vary, Svahová 2038/28 (Standort)                                                                                                  | Ehem. Wasserturm I                                         | Reservoir Nr. I. Der ehem. Wasserturm dient jetzt als Schießstand. Er wurde 1882 als Teil des damals gebauten Trinkwasserversorgungssystems errichtet. Der Wasserbehälter besteht aus zwei gewölbten parallelen, die sich unter der Erdoberfläche befinden. An beiden Enden folgen unterirdische Räume mit einem rechteckigen Grundriss, der hinter den Eingangsportalen verborgen ist. Die Portale sind axialsymmetrisch, hauptsächlich aus Stein gefertigt und gut verarbeitet. Das architektonische Stil des Portals kann als Eklektizismus bezeichnet werden. | 11888/4-4757 Info Katalog | Ehem. Wasserturm I |
| Karlovy Vary, Park am Hirschsprung (Standort)                                                                                             | Büste von Zar Peter dem Großen (Busta cara Petra Velikého) | Das Denkmal mit der Büste von Zar Peter dem Großen wurde 1877 vom Prager Bildhauer Thomas Seidan errichtet. Im Jahr 1909 wurde die Büste durch eine originalgetreue Kopie ersetzt. Grob geschnitztes Steinprisma an der Basis leicht verbreitert; auf dem eine Büste von Peter dem Großen auf einem zylindrischen, durchbohrten, lebensgroßen Sockel aufgestellt ist. Auf der linken Seite befindet sich eine Gedenktafel aus dem Jahr 1900 mit französischer Inschrift, aus dem Jahr 1835 des polnischen Schriftstellers Baron Alfred de Chabot. Auf der rechten Seite befindet sich eine Plakette mit kyrillischer Inschrift aus dem Jahr 1853 des russischen Schriftstellers Pjotr Andrejewitsch Wjasemski. Die Tafel wurde 1866 mit einer tschechischen Übersetzung ergänzt. In der Mitte befindet sich eine Gedenktafel aus dem Jahr 1835 mit dem Text: „Den höchsten Mitgliedern des edlen russischen Zarenhauses gewidmet, die Karlsbad mit ihrem Besuch geehrt haben.“ Alle Gedenktafeln bestehen aus schwarzem Marmor und alle Texte sind vergoldet. | 24844/4-897 Info Katalog  | weitere Bilder     |
| Karlovy Vary, pod Dianou, 40 m südlich vom Findlater-Obelisk (Standort)                                                                   | Sühnekreuz am Findlater-Obelisk                            | Sühnekreuz am Findlater-Obelisk. Auf der Westseite befindet sich ein massives monolithisches Sühnekreuz aus Stein aus dem Jahr 1567. Seine Lage an der sogenannten Alten Austerlitzstraße ist vermutlich original. Die Höhe des Kreuzes beträgt 96 cm, die Breite 88 cm, die Dicke bis zu 25 cm. | 19874/4-4760 Info Katalog | weitere Bilder     |
| Karlovy Vary, Vrch přátelství (Standort)                                                                                                  | Diana (Aussichtsturm) (Vyhlídka Diana)                     | Der Aussichtsturm Diana wurde 1914 am Ausflugs-Restaurant auf der Freundschaftshöhe erbaut. Der gemauerte Aussichtsturm mit quadratischem Grundriss und abgeschrägten Kanten wurde von der Baufirma Franz Fousek nach dem Entwurf des Architekten Anton Breinl errichtet. Die Gesamthöhe des Gebäudes beträgt 40 m, die überdachte Aussichtsplattform in 35 m Höhe ist über 150 Stufen oder mit einem elektrischen Aufzug erreichbar. Der Aussichtsturm befindet sich auf einer Höhe von 562 m. | 15221/4-4129 Info Katalog | weitere Bilder     |
| Karlovy Vary, oberhalb vom Posthof (Standort)                                                                                             | Aussichtsturm am Aussichtspunkt Karl IV.                   | Aussichtsturm am Aussichtspunkt Karl IV. Der neugotische Aussichtsturm in Form eines Minaretts wurde 1876 von der Stadt Karlsbad nach den Plänen eines heute unbekannten Autors erbaut. Der älteste Aussichtsturm in Karlsbad mit dem ursprünglichen Namen Franz-Josef-Aussicht ist eine Kopie des Aussichtsturms in Schleswig in Norddeutschland. Das achteckige Backsteingebäude mit einem Fundament aus Blockmauerwerk verfügt über zwei Aussichtsplattformen. Eine einarmige gerade Treppe führt zur Galerie im Erdgeschoss. | 21667/4-4130 Info Katalog | weitere Bilder     |
| Karlovy Vary, oberhalb vom Posthof (Standort)                                                                                             | Findlater-Pavillon (Findlaterův altán)                     | Findlater-Pavillon, errichtet 1801 vom Zimmermeister Knoll im Auftrag des schottischen Grafen und Gartenarchitekten James Ogilvy, 7. Earl of Findlater (1750–1811), der von 1793 bis 1810 insgesamt vierzehn Mal in Karlsbad weilte. Der kleine Aussichtspavillon mit vier ionischen Säulen ist ein selten erhaltenes Beispiel für historische Tempel in Karlsbad. Ein kleines rechteckiges Holzgebäude mit einer Apsis, das durch eine Säulenarkade, die von einem Satteldach bedeckt ist, zum Teplá-Tal hin offen ist. Die Fassaden sind glatt, die Arkade besteht aus 4 ionischen Säulen und einem dreieckigen Tympanon mit einem eingebetteten Geländer mit einer Balustrade. Im Innenraum befindet sich eine flache Nische, die durch eine durchgehende Holzbank ergänzt wird. | 25325/4-878 Info Katalog  | weitere Bilder     |
| Karlovy Vary, östlich des Dorfes Doubí, westlich von der Freundschaftshöhe východně od obce Doubí, západně od Vrchu Přátelství (Standort) | St.-Leonhards-Kapelle (Kostel svatého Linharta)            | Die Ruine der Kirche St. Leonhard mit einem rechteckigen Presbyterium geht auf die erste Hälfte des 13. Jahrhunderts zurück. Die letzte Erwähnung des angrenzenden Dorfes stammt aus dem 16. Jahrhundert, vermutlich verschwand die Kirche zu dieser Zeit. Bis zu einer maximalen Höhe von ca. 3 m über dem Boden ist nur das Mauerwerk der Kirche erhalten geblieben. | 19189/4-869 Info Katalog  | weitere Bilder     |

## Denkmalgeschützte Objekte in Karlovy Vary (Karlsbad) nach Ortsteilen

### Rybáře(Fischern)
| Lage                                                                | Objekt                                             | Beschreibung | ÚSKP-Nr.                  | Bild           |
| ------------------------------------------------------------------- | -------------------------------------------------- | --- | ------------------------- | -------------- |
| Rybáře (Standort)                                                   | Kirche St. Urban                                   | Kirche St. Urban mit Treppe, einschiffige Kirche mit einem polygonalen Presbyterium und einem prismatischen Turm aus dem frühen 16. Jahrhundert. Im 19. Jahrhundert wurde sie restauriert und erweitert, von 1938 bis 1945 diente sie als deutsches Denkmal für die Opfer des Ersten Weltkriegs. | 32766/4-902 Info Katalog  | weitere Bilder |
| Rybáře, náměstí 17. listopadu 428/14, Sokolovská 429/106 (Standort) | Keramikschule (Střední průmyslová škola keramická) | Staatliche Keramikschule. Die staatliche Industrie-Keramikschule wurde in den Jahren 1923–1924 nach dem Entwurf des Architekten Hermann Schutt (1877–?) aus Teplice (Teplitz) gebaut. Der Komplex besteht aus dem Schulgebäude, dem Wohnheimgebäude, einem Brunnen und der Einfriedung sowie einer Reihe von beweglichen Geräten aus den Jahren 1925 bis 1937. | 102548 Info Katalog       | weitere Bilder |
| Rybáře, náměstí 17. listopadu (Standort)                            | Kreuzkirche                                        | Kreuzkirche – neoromanische Kirche (dreischiffige Basilika mit Querschiff und prismatischem Turm), erbaut 1904–1906 von den Baumeistern Norbert und Alois Sichert aus Fischern nach einem Entwurf von K. Schaden. | 27929/4-903 Info Katalog  | weitere Bilder |
| Rybáře, Sokolovská 338/124g (Standort)                              | Schauraum der Porzellanfabrik von Carl Knoll       | Porzellanfabrik von Carl Knoll, davon nur der Ausstellungsraum. Er wurde 1905 im Jugendstil als Teil der Porzellanfabrik von Carl Knoll erbaut. Das Gebäude hat einen einfachen Grundriss von ca. 22 × 20 m. Der Hauptraum wird von einer Ausstellungshalle eingenommen, die über zwei Etagen reicht und von einem Oberlicht beleuchtet wird. Im zweiten Stock befindet sich eine Galerie, die über eine zweiarmige Treppe erreichbar ist. Der Treppenturm ist höher als das Gebäude, von einem Helmdach bedeckt und dient als Wahrzeichen. Der Hauptbereich des Gebäudes ist von einem Mansarddach bedeckt. | 29239/4-5171 Info Katalog | weitere Bilder |

### Sedlec(Zettlitz)
| Lage                            | Objekt                                                 | Beschreibung | ÚSKP-Nr.                  | Bild           |
| ------------------------------- | ------------------------------------------------------ | --- | ------------------------- | -------------- |
| Sedlec (Standort)               | Wallfahrtskirche St. Anna (Sedlec) (Kostel svaté Anny) | Wallfahrtskirche St. Anna, erbaut in den Jahren 1738–1749 als barocker Bau an der Stelle der Vorgängerkirche von einem unbekannten Architekten, der den Entwurf von Kilian Ignaz Dientzenhofer vereinfachte. Die Deckengemälde stammen vermutlich vom Anfang des 20. Jahrhunderts. Die Kirche enthält eine Mariensäule, auf quadratischen Sockel befindet sich die Säule mit einer Skulptur der Madonna. | 27957/4-1024 Info Katalog | weitere Bilder |
| Sedlec (Standort)               | Alte Feste (Tvrziště – Přemilovice)                    | Eine kreisförmige Feste mit einem Durchmesser von ca. 60 m befindet sich teilweise in einem Teich, von Westen ist sie von einem Sumpf umgeben. Der Wall und der Wassergraben sind größtenteils erhalten, weil er aus dem Wasser herausragt. Der Ort ist mit undurchdringlicher Vegetation (Sträucher und Bäume) bewachsen, nur der westliche Teil des Walles im Teich ist gut erkennbar. Der östliche Teil des Grabens ist relativ leicht zugänglich. Auf der Festung in der Senke ist Mauerwerk aus Steinbrüchen bis zu einer Höhe von etwa 1 m zu sehen – dies sind die Überreste eines Festungsgebäudes mit einem ungefähr quadratischen Grundriss, der während der archäologischen Forschung im Jahr 1937 freigelegt wurde. | 27689/4-1016 Info Katalog | weitere Bilder |
| Sedlec, Bažantí vrch (Standort) | Befestigte Siedlung (Hradiště)                         | Befestigte Siedlung mit abgeblichen archäologische Spuren am Fasanenberg. Die Eignung der Umgebung ließ auf die Existenz einer befestigten Siedlung schließen, die Existenz des Denkmals war nur hypothetisch, die Überreste von Befestigungen oder deren Hinweise wurden angeblich im 19. Jahrhundert beobachtet. Hier soll sich früher die slawisch befestigte Siedlung Sedlec befunden haben. Diese Annahme kann ausgeschlossen werden, da beim Pflügen im Jahr 1978 keine Überreste gefunden wurden. Da die Fläche der betrachteten befestigten Siedlung sehr groß ist, müsste es sich um eine relativ große befestigte Siedlung gehandelt haben.                                                                           | 32399/4-1033 Info Katalog | weitere Bilder |

### Stará Role(Altrohlau)
| Lage                                  | Objekt                                   | Beschreibung | ÚSKP-Nr.            | Bild           |
| ------------------------------------- | ---------------------------------------- | --- | ------------------- | -------------- |
| Stará Role, Kostelní 341/1 (Standort) | Kirche Christi Himmelfahrt mit Pfarrhaus | Kirche Christi Himmelfahrt mit Pfarrhaus: 1906 nach den Plänen des Architekten Hermann Fiedler erbaut, 1909 geweiht, massives einschiffiges, neoromanisches Gebäude. | 100656 Info Katalog | weitere Bilder |

### Doubí(Aich)
| Lage                             | Objekt                     | Beschreibung | ÚSKP-Nr.                 | Bild           |
| -------------------------------- | -------------------------- | --- | ------------------------ | -------------- |
| Doubí, Studentská 1/4 (Standort) | Schloss Aich (Zámek Doubí) | Schloss Aich. Ein Komplex aus romantischen Gebäuden im Pseudostil an der Stelle einer mittelalterlichen Burg, als Dominante des Dorfs über dem Fluss, mit folgenden Einzelbauten: Schloss Nr. 1, Hof im maurischen Stil, romantische Kapelle, Terrasse 1 und 2, illusionistische Gloriette, verwilderter Park. | 41251/4-792 Info Katalog | weitere Bilder |

### Tašovice (Taschwitz)
| Lage                                                                          | Objekt                                      | Beschreibung | ÚSKP-Nr.                  | Bild           |
| ----------------------------------------------------------------------------- | ------------------------------------------- | --- | ------------------------- | -------------- |
| Tašovice, über dem linken Ufer der Eger, am südwestlichen Ortsrand (Standort) | Befestigten Siedlung (Hradiště Starý Loket) | Hügel mit einer befestigten Siedlung. Zweiteilige befestigte Siedlung mit einer Gesamtfläche von ca. 2 ha. Eine der wenigen slawischen Hochburgen in der Gegend mit teilweise erhaltenen Stadtmauern. Die befestigte Siedlung mit Abmessungen von etwa 80 × 80 m wird durch einen gewölbten Wall im Süden, Westen und Norden und eine Befestigung mit einem anderen parallelen Wall begrenzt. Von Osten ist das Gelände durch einen steilen Hang zur Eger geschützt. Die Burg auf den felsigen Gipfel über dem Hang zum Fluss, Überreste eines Wassergrabens. Forschung in der ersten Hälfte des 20. Jahrhunderts – mesolithisches Häuschen mit Steinschlagwerkzeugen, slawisches Häuschen, Befestigungsbau. Funde aus dem Mittelsteinzeitalter (möglicherweise auch aus dem Jungsteinzeitalter), der Spätbronzezeit und dem frühen Mittelalter. | 36560/4-1055 Info Katalog | weitere Bilder |

### Olšová Vrata(Espenthor)
| Lage                    | Objekt                                   | Beschreibung | ÚSKP-Nr.                 | Bild           |
| ----------------------- | ---------------------------------------- | --- | ------------------------ | -------------- |
| Olšová Vrata (Standort) | Katharinenkirche (Kostel svaté Kateřiny) | Katharinenkirche, Umfassungsmauer – ursprünglich eine gotische Kirche, die erstmals 1257 erwähnt wurde und Mitte des 15. Jahrhunderts wieder aufgebaut wurde. Das heutige Erscheinungsbild wird durch Veränderungen aus den Jahren 1838–1843 beeinflusst. Geostetes Einzelschiff mit einem dreieckigen Presbyterium. | 37969/4-969 Info Katalog | weitere Bilder |